# Malá Skála
Malá Skála är en ort i Tjeckien.   Den ligger i regionen Liberec, i den norra delen av landet, 80 km nordost om huvudstaden Prag. Malá Skála ligger 326 meter över havet och antalet invånare är 1 067.
Terrängen runt Malá Skála är kuperad åt nordost, men åt sydväst är den platt. Malá Skála ligger nere i en dal. Runt Malá Skála är det ganska tätbefolkat, med 65 invånare per kvadratkilometer. Närmaste större samhälle är Liberec, 16,6 km nordväst om Malá Skála. Omgivningarna runt Malá Skála är en mosaik av jordbruksmark och naturlig växtlighet.